# Krystyna Zabawska
Krystyna Zabawska, född den 14 januari 1968 i Bialystok som Krystyna Danilczyk, är en polsk friidrottare som tävlar i kulstötning.
Zabawska har under större delen av 1990-talet och 2000-talet tillhört världseliten i kulstötning utan att nå den absoluta toppen. Hon har varit i tre olympiska finaler och slutat femma i Sydney 2000 och sexa i Aten 2004 samt tia i Barcelona 1992. Hon har vidare varit i fem VM-finaler där hon som bäst blivit sexa vilket hon blev 2003 i Paris.
Hennes främsta meriter har kommit inomhus då hon blivit silvermedaljör både vid VM och EM. 

## Personliga rekord
- Kulstötning - 19,42 meter